# Interlands Australisch voetbalelftal 2020-2029
Deze pagina toont een chronologisch en gedetailleerd overzicht van de interlands die het Australisch voetbalelftal speelt en heeft gespeeld in de periode 2020 – 2029.

## Interlands

### 2020
Het Australisch voetbalelftal speelde in 2020 geen interlands vanwege de coronacrisis in Australië. Alle geplande interlands in het kader van WK-kwalificatie werden meermaals verplaatst en uiteindelijk in juni 2021 gespeeld. Het Australisch voetbalelftal was door de overkoepelende bond van Zuid-Amerika, de CONMEBOL, uitgenodigd om deel te nemen aan de Copa América 2020, maar ook dat toernooi werd wegens de coronapandemie naar juni 2021 verplaatst. Dit botste met het programma van de Aziatische WK-kwalificatie, dus was Australië genoodzaakt af te zien van deelname aan het toernooi.

### 2021
|                                                                                     |                                                       |       |         |                                                                                                  |
| 3 juni WK 2022 kwalificatie Tweede ronde № 550 «onderlinge duels» 21:30 uur (UTC+3) | Australië                                             | 3 – 0 | Koeweit | Jaber Al-Ahmad Internationaal Stadion, Koeweit Toeschouwers: 0 Scheidsrechter: Jumpei Iida (JPN) |
| 3 juni WK 2022 kwalificatie Tweede ronde № 550 «onderlinge duels» 21:30 uur (UTC+3) | Mathew Leckie 1' Jackson Irvine 24' Ajdin Hrustić 66' |       |         | Jaber Al-Ahmad Internationaal Stadion, Koeweit Toeschouwers: 0 Scheidsrechter: Jumpei Iida (JPN) |

|                                                                                     | |       |                 | |
| 7 juni WK 2022 kwalificatie Tweede ronde № 551 «onderlinge duels» 19:30 uur (UTC+3) | Australië                                                                                           | 5 – 1 | Chinees Taipei  | Jaber Al-Ahmad Internationaal Stadion, Koeweit Toeschouwers: 0 Scheidsrechter: Saoud Al-Adba (QAT) |
| 7 juni WK 2022 kwalificatie Tweede ronde № 551 «onderlinge duels» 19:30 uur (UTC+3) | Harry Souttar 12' Jamie Maclaren 27' (pen.) Trent Sainsbury 41' Mitchell Duke 46' Mitchell Duke 84' |       | 62' Gao Wei-jie | Jaber Al-Ahmad Internationaal Stadion, Koeweit Toeschouwers: 0 Scheidsrechter: Saoud Al-Adba (QAT) |

|                                                                                      |       |                                                    |           |                                                                                                   |
| 11 juni WK 2022 kwalificatie Tweede ronde № 552 «onderlinge duels» 19:30 uur (UTC+3) | Nepal | 0 – 3                                              | Australië | Jaber Al-Ahmad Internationaal Stadion, Koeweit Toeschouwers: 0 Scheidsrechter: Ahmed Al-Kaf (OMA) |
| 11 juni WK 2022 kwalificatie Tweede ronde № 552 «onderlinge duels» 19:30 uur (UTC+3) |       | 6' Mathew Leckie 38' Fran Karačić 56' Martin Boyle |           | Jaber Al-Ahmad Internationaal Stadion, Koeweit Toeschouwers: 0 Scheidsrechter: Ahmed Al-Kaf (OMA) |

|                                                                                      |                   |       |          |                                                                                                   |
| 15 juni WK 2022 kwalificatie Tweede ronde № 553 «onderlinge duels» 21:30 uur (UTC+3) | Australië         | 1 – 0 | Jordanië | Jaber Al-Ahmad Internationaal Stadion, Koeweit Toeschouwers: 0 Scheidsrechter: Kim Woo-Sung (KOR) |
| 15 juni WK 2022 kwalificatie Tweede ronde № 553 «onderlinge duels» 21:30 uur (UTC+3) | Harry Souttar 77' |       |          | Jaber Al-Ahmad Internationaal Stadion, Koeweit Toeschouwers: 0 Scheidsrechter: Kim Woo-Sung (KOR) |

|                                                                                         |                                                   |       |       | |
| 2 september WK 2022 kwalificatie Derde ronde № 554 «onderlinge duels» 21:00 uur (UTC+3) | Australië                                         | 3 – 0 | China | Khalifa Internationaal Stadion, Ar Rayyan (Qatar) Toeschouwers: 0 Scheidsrechter: Ko Hyung-jin (KOR) Video-assistent: Kim Jong-hyeok (KOR) |
| 2 september WK 2022 kwalificatie Derde ronde № 554 «onderlinge duels» 21:00 uur (UTC+3) | Awer Mabil 24' Martin Boyle 26' Mitchell Duke 70' |       |       | Khalifa Internationaal Stadion, Ar Rayyan (Qatar) Toeschouwers: 0 Scheidsrechter: Ko Hyung-jin (KOR) Video-assistent: Kim Jong-hyeok (KOR) |

|                                                                                         |         |                 |           | |
| 7 september WK 2022 kwalificatie Derde ronde № 555 «onderlinge duels» 19:00 uur (UTC+7) | Vietnam | 0 – 1           | Australië | Mỹ Đình Nationaal Stadion, Hanoi Toeschouwers: 0 Scheidsrechter: Abdulrahman Al-Jassim (QAT) Video-assistent: Khamis Al-Marri (QAT) |
| 7 september WK 2022 kwalificatie Derde ronde № 555 «onderlinge duels» 19:00 uur (UTC+7) |         | 43' Rhyan Grant |           | Mỹ Đình Nationaal Stadion, Hanoi Toeschouwers: 0 Scheidsrechter: Abdulrahman Al-Jassim (QAT) Video-assistent: Khamis Al-Marri (QAT) |

|                                                                                       |                                                  |       |                    | |
| 7 oktober WK 2022 kwalificatie Derde ronde № 556 «onderlinge duels» 21:30 uur (UTC+3) | Australië                                        | 3 – 1 | Oman               | Khalifa Internationaal Stadion, Ar Rayyan (Qatar) Toeschouwers: 0 Scheidsrechter: Nawaf Shukralla (BHR) Video-assistent: Muhammad Taqi (SIN) |
| 7 oktober WK 2022 kwalificatie Derde ronde № 556 «onderlinge duels» 21:30 uur (UTC+3) | Awer Mabil 9' Martin Boyle 49' Mitchell Duke 89' |       | 28' Rabia Al-Alawi | Khalifa Internationaal Stadion, Ar Rayyan (Qatar) Toeschouwers: 0 Scheidsrechter: Nawaf Shukralla (BHR) Video-assistent: Muhammad Taqi (SIN) |

|                                                                                        |                                     |       |                   | |
| 12 oktober WK 2022 kwalificatie Derde ronde № 557 «onderlinge duels» 19:15 uur (UTC+9) | Japan                               | 2 – 1 | Australië         | Saitamastadion, Saitama Toeschouwers: 14.437 Scheidsrechter: Abdulrahman Al-Jassim (QAT) Video-assistent: Khamis Al-Marri (QAT) |
| 12 oktober WK 2022 kwalificatie Derde ronde № 557 «onderlinge duels» 19:15 uur (UTC+9) | Ao Tanaka 8' Aziz Behich 85' (e.d.) |       | 70' Ajdin Hrustić | Saitamastadion, Saitama Toeschouwers: 14.437 Scheidsrechter: Abdulrahman Al-Jassim (QAT) Video-assistent: Khamis Al-Marri (QAT) |

|                                                                                          |           |       |               | |
| 11 november WK 2022 kwalificatie Derde ronde № 558 «onderlinge duels» 20:10 uur (UTC+11) | Australië | 0 – 0 | Saoedi-Arabië | Western Sydney Stadium, Sydney Toeschouwers: 23.314 Scheidsrechter: Ko Hyung-jin (KOR) Video-assistent: Kim Jong-hyeok (KOR) |
| 11 november WK 2022 kwalificatie Derde ronde № 558 «onderlinge duels» 20:10 uur (UTC+11) |           |       |               | Western Sydney Stadium, Sydney Toeschouwers: 23.314 Scheidsrechter: Ko Hyung-jin (KOR) Video-assistent: Kim Jong-hyeok (KOR) |

|                                                                                         |                   |       |                   | |
| 16 november WK 2022 kwalificatie Derde ronde № 559 «onderlinge duels» 19:00 uur (UTC+4) | China             | 1 – 1 | Australië         | Sharjahstadion, Sharjah (V.A.E.) Toeschouwers: 1.050 Scheidsrechter: Adham Makhadmeh (JOR) Video-assistent: Abdulla Al-Marri (QAT) |
| 16 november WK 2022 kwalificatie Derde ronde № 559 «onderlinge duels» 19:00 uur (UTC+4) | Wu Lei 71' (pen.) |       | 38' Mitchell Duke | Sharjahstadion, Sharjah (V.A.E.) Toeschouwers: 1.050 Scheidsrechter: Adham Makhadmeh (JOR) Video-assistent: Abdulla Al-Marri (QAT) |

### 2022
|                                                                                         |                                                                       |       |         | |
| 27 januari WK 2022 kwalificatie Derde ronde № 560 «onderlinge duels» 20:10 uur (UTC+11) | Australië                                                             | 4 – 0 | Vietnam | Melbourne Rectangular Stadium, Melbourne Toeschouwers: 27.740 Scheidsrechter: Ko Hyung-jin (KOR) Video-assistent: Kim Jong-hyeok (KOR) |
| 27 januari WK 2022 kwalificatie Derde ronde № 560 «onderlinge duels» 20:10 uur (UTC+11) | Jamie Maclaren 30' Tom Rogić 45+2' Craig Goodwin 72' Riley McGree 76' |       |         | Melbourne Rectangular Stadium, Melbourne Toeschouwers: 27.740 Scheidsrechter: Ko Hyung-jin (KOR) Video-assistent: Kim Jong-hyeok (KOR) |

|                                                                                        |                                              |       |                                          | |
| 1 februari WK 2022 kwalificatie Derde ronde № 561 «onderlinge duels» 20:00 uur (UTC+4) | Oman                                         | 2 – 2 | Australië                                | Sultan Qaboos Sports Complex, Muscat Toeschouwers: 0 Scheidsrechter: Mohammed Abdulla Mohamed (VAE) Video-assistent: Khamis Al-Marri (QAT) |
| 1 februari WK 2022 kwalificatie Derde ronde № 561 «onderlinge duels» 20:00 uur (UTC+4) | Abdullah Fawaz 54' Abdullah Fawaz 89' (pen.) |       | 15' (pen.) Jamie Maclaren 79' Aaron Mooy | Sultan Qaboos Sports Complex, Muscat Toeschouwers: 0 Scheidsrechter: Mohammed Abdulla Mohamed (VAE) Video-assistent: Khamis Al-Marri (QAT) |

|                                                                                       |           |                                     |       | |
| 24 maart WK 2022 kwalificatie Derde ronde № 562 «onderlinge duels» 20:10 uur (UTC+11) | Australië | 0 – 2                               | Japan | Stadium Australia, Sydney Toeschouwers: 41.852 Scheidsrechter: Nawaf Shukralla (BHR) Video-assistent: Khamis Al-Marri (QAT) |
| 24 maart WK 2022 kwalificatie Derde ronde № 562 «onderlinge duels» 20:10 uur (UTC+11) |           | 89' Kaoru Mitoma 90+4' Kaoru Mitoma |       | Stadium Australia, Sydney Toeschouwers: 41.852 Scheidsrechter: Nawaf Shukralla (BHR) Video-assistent: Khamis Al-Marri (QAT) |

|                                                                                      |                             |       |           | |
| 29 maart WK 2022 kwalificatie Derde ronde № 563 «onderlinge duels» 21:00 uur (UTC+3) | Saoedi-Arabië               | 1 – 0 | Australië | Koning Abdoellah Sportstad, Jeddah Toeschouwers: 51.433 Scheidsrechter: Adham Makhadmeh (JOR) Video-assistent: Hanna Hattab (SYR) |
| 29 maart WK 2022 kwalificatie Derde ronde № 563 «onderlinge duels» 21:00 uur (UTC+3) | Salem Al-Dawsari 65' (pen.) |       |           | Koning Abdoellah Sportstad, Jeddah Toeschouwers: 51.433 Scheidsrechter: Adham Makhadmeh (JOR) Video-assistent: Hanna Hattab (SYR) |

|                                                                     |                                  |       |                     |                                                                                        |
| 1 juni Vriendschappelijk № 564 «onderlinge duels» 21:00 uur (UTC+3) | Australië                        | 2 – 1 | Jordanië            | Al Janoubstadion, Al Wakrah Toeschouwers: 0 Scheidsrechter: Saad Kamil Al-Fadhli (KUW) |
| 1 juni Vriendschappelijk № 564 «onderlinge duels» 21:00 uur (UTC+3) | Bailey Wright 40' Awer Mabil 68' |       | 17' Musa Al-Taamari | Al Janoubstadion, Al Wakrah Toeschouwers: 0 Scheidsrechter: Saad Kamil Al-Fadhli (KUW) |

|                                                                                 |                 |       |                                      | |
| 7 juni WK 2022 kwalificatie Play-off № 565 «onderlinge duels» 21:00 uur (UTC+3) | V.A.E.          | 1 – 2 | Australië                            | Ahmed bin Alistadion, Ar Rayyan (Qatar) Toeschouwers: 6.500 Scheidsrechter: Ilgiz Tantasjev (UZB) Video-assistent: Muhammad Taqi (SIN) |
| 7 juni WK 2022 kwalificatie Play-off № 565 «onderlinge duels» 21:00 uur (UTC+3) | Caio Canedo 57' |       | 53' Jackson Irvine 84' Ajdin Hrustić | Ahmed bin Alistadion, Ar Rayyan (Qatar) Toeschouwers: 6.500 Scheidsrechter: Ilgiz Tantasjev (UZB) Video-assistent: Muhammad Taqi (SIN) |

| |                                                                               |              |                                                                                           | |
| 13 juni WK 2022 kwalificatie Intercontinentale play-off № 566 «onderlinge duels» 21:00 uur (UTC+3) | Australië                                                                     | 0 – 0 (n.v.) | Peru                                                                                      | Ahmed bin Alistadion, Ar Rayyan (Qatar) Toeschouwers: 12.000 Scheidsrechter: Slavko Vinčić (SVN) Video-assistent: Juan Martínez Munuera (ESP) |
| 13 juni WK 2022 kwalificatie Intercontinentale play-off № 566 «onderlinge duels» 21:00 uur (UTC+3) |                                                                               |              |                                                                                           | Ahmed bin Alistadion, Ar Rayyan (Qatar) Toeschouwers: 12.000 Scheidsrechter: Slavko Vinčić (SVN) Video-assistent: Juan Martínez Munuera (ESP) |
| 13 juni WK 2022 kwalificatie Intercontinentale play-off № 566 «onderlinge duels» 21:00 uur (UTC+3) | Strafschoppen                                                                 |              |                                                                                           | Ahmed bin Alistadion, Ar Rayyan (Qatar) Toeschouwers: 12.000 Scheidsrechter: Slavko Vinčić (SVN) Video-assistent: Juan Martínez Munuera (ESP) |
| 13 juni WK 2022 kwalificatie Intercontinentale play-off № 566 «onderlinge duels» 21:00 uur (UTC+3) | Martin Boyle Aaron Mooy Craig Goodwin Ajdin Hrustić Jamie Maclaren Awer Mabil | 5 – 4        | Gianluca Lapadula Alexander Callens Luis Advíncula Renato Tapia Edison Flores Alex Valera | Ahmed bin Alistadion, Ar Rayyan (Qatar) Toeschouwers: 12.000 Scheidsrechter: Slavko Vinčić (SVN) Video-assistent: Juan Martínez Munuera (ESP) |

|                                                                            |                |       |               |                                                                                 |
| 22 september Vriendschappelijk № 567 «onderlinge duels» 20:00 uur (UTC+10) | Australië      | 1 – 0 | Nieuw-Zeeland | Suncorp Stadium, Brisbane Toeschouwers: 25.392 Scheidsrechter: Ryuji Sato (JPN) |
| 22 september Vriendschappelijk № 567 «onderlinge duels» 20:00 uur (UTC+10) | Awer Mabil 33' |       |               | Suncorp Stadium, Brisbane Toeschouwers: 25.392 Scheidsrechter: Ryuji Sato (JPN) |

|                                                                            |               |                                             |           |                                                                             |
| 25 september Vriendschappelijk № 568 «onderlinge duels» 16:00 uur (UTC+12) | Nieuw-Zeeland | 0 – 2                                       | Australië | Eden Park, Auckland Toeschouwers: 34.985 Scheidsrechter: Yusuke Araki (JPN) |
| 25 september Vriendschappelijk № 568 «onderlinge duels» 16:00 uur (UTC+12) |               | 54' Mitchell Duke 80' (pen.) Jason Cummings |           | Eden Park, Auckland Toeschouwers: 34.985 Scheidsrechter: Yusuke Araki (JPN) |

| Wereldkampioenschap voetbal 2022 |
| -------------------------------- |

|                                                                        |                                                                           |         |                  | |
| 22 november WK 2022 Groep D № 569 «onderlinge duels» 22:00 uur (UTC+3) | Frankrijk                                                                 | 4 – 1   | Australië        | Al Janoubstadion, Al Wakrah Toeschouwers: 40.875 Scheidsrechter: Victor Gomes (ZAF) Video-assistent: Drew Fischer (CAN) |
| 22 november WK 2022 Groep D № 569 «onderlinge duels» 22:00 uur (UTC+3) | Adrien Rabiot 27' Olivier Giroud 32' Kylian Mbappé 68' Olivier Giroud 71' | Verslag | 9' Craig Goodwin | Al Janoubstadion, Al Wakrah Toeschouwers: 40.875 Scheidsrechter: Victor Gomes (ZAF) Video-assistent: Drew Fischer (CAN) |

|                                                                        |         |         |                   | |
| 26 november WK 2022 Groep D № 570 «onderlinge duels» 13:00 uur (UTC+3) | Tunesië | 0 – 1   | Australië         | Al Janoubstadion, Al Wakrah Toeschouwers: 41.823 Scheidsrechter: Daniel Siebert (GER) Video-assistent: Bastian Dankert (GER) |
| 26 november WK 2022 Groep D № 570 «onderlinge duels» 13:00 uur (UTC+3) |         | Verslag | 23' Mitchell Duke | Al Janoubstadion, Al Wakrah Toeschouwers: 41.823 Scheidsrechter: Daniel Siebert (GER) Video-assistent: Bastian Dankert (GER) |

|                                                                        |                   |         |            | |
| 30 november WK 2022 Groep D № 571 «onderlinge duels» 18:00 uur (UTC+3) | Australië         | 1 – 0   | Denemarken | Al Janoubstadion, Al Wakrah Toeschouwers: 41.232 Scheidsrechter: Mustapha Ghorbal (ALG) Video-assistent: Mauro Vigliano (ARG) |
| 30 november WK 2022 Groep D № 571 «onderlinge duels» 18:00 uur (UTC+3) | Mathew Leckie 60' | Verslag |            | Al Janoubstadion, Al Wakrah Toeschouwers: 41.232 Scheidsrechter: Mustapha Ghorbal (ALG) Video-assistent: Mauro Vigliano (ARG) |

|                                                                              |                                     |         |                           | |
| 3 december WK 2022 Achtste finale № 572 «onderlinge duels» 22:00 uur (UTC+3) | Argentinië                          | 2 – 1   | Australië                 | Ahmed bin Alistadion, Ar Rayyan Toeschouwers: 45.032 Scheidsrechter: Szymon Marciniak (POL) Video-assistent: Tomasz Kwiatkowski (POL) |
| 3 december WK 2022 Achtste finale № 572 «onderlinge duels» 22:00 uur (UTC+3) | Lionel Messi 35' Julián Álvarez 67' | Verslag | 77' (e.d.) Enzo Fernández | Ahmed bin Alistadion, Ar Rayyan Toeschouwers: 45.032 Scheidsrechter: Szymon Marciniak (POL) Video-assistent: Tomasz Kwiatkowski (POL) |

|  |  |  |  |  |  |  |  |  |

### 2023
|                                                                        |                                                   |       |                  |                                                                                        |
| 24 maart Vriendschappelijk № 573 «onderlinge duels» 20:00 uur (UTC+11) | Australië                                         | 3 – 1 | Ecuador          | Western Sydney Stadium, Sydney Toeschouwers: 20.668 Scheidsrechter: Kim Dae-yong (KOR) |
| 24 maart Vriendschappelijk № 573 «onderlinge duels» 20:00 uur (UTC+11) | Jackson Irvine 12' Awer Mabil 32' Garang Kuol 84' |       | 23' Félix Torres | Western Sydney Stadium, Sydney Toeschouwers: 20.668 Scheidsrechter: Kim Dae-yong (KOR) |

|                                                                        |                      |       |                                               |                                                                                         |
| 28 maart Vriendschappelijk № 574 «onderlinge duels» 19:30 uur (UTC+11) | Australië            | 1 – 2 | Ecuador                                       | Docklands Stadium, Melbourne Toeschouwers: 27.103 Scheidsrechter: Chae Sang-hyeop (KOR) |
| 28 maart Vriendschappelijk № 574 «onderlinge duels» 19:30 uur (UTC+11) | Brandon Borrello 16' |       | 51' (pen.) Pervis Estupiñán 65' Willian Pacho | Docklands Stadium, Melbourne Toeschouwers: 27.103 Scheidsrechter: Chae Sang-hyeop (KOR) |

|                                                                      |                                     |       |           |                                                                             |
| 15 juni Vriendschappelijk № 575 «onderlinge duels» 20:00 uur (UTC+8) | Argentinië .                        | 2 – 0 | Australië | Arbeidersstadion, Peking Toeschouwers: 68.000 Scheidsrechter: Ma Ning (CHN) |
| 15 juni Vriendschappelijk № 575 «onderlinge duels» 20:00 uur (UTC+8) | Lionel Messi 2' Germán Pezzella 68' |       |           | Arbeidersstadion, Peking Toeschouwers: 68.000 Scheidsrechter: Ma Ning (CHN) |

|                                                                          |                                          |       |                                           |                                                                                  |
| 9 september Vriendschappelijk № 576 «onderlinge duels» 21:00 uur (UTC−5) | Mexico                                   | 2 – 2 | Australië                                 | AT&T Stadium, Arlington Toeschouwers: 52.787 Scheidsrechter: Rubio Vázquez (USA) |
| 9 september Vriendschappelijk № 576 «onderlinge duels» 21:00 uur (UTC−5) | Raúl Jiménez 69' (pen.) César Huerta 83' |       | 16' Harry Souttar 63' (pen.) Martin Boyle | AT&T Stadium, Arlington Toeschouwers: 52.787 Scheidsrechter: Rubio Vázquez (USA) |

|                                                                         |                   |       |           | |
| 13 oktober Vriendschappelijk № 577 «onderlinge duels» 19:45 uur (UTC+1) | Engeland          | 1 – 0 | Australië | Wembley Stadium, Londen Toeschouwers: 81.116 Scheidsrechter: Stéphanie Frappart (FRA) Video-assistent: Mathieu Vernice (FRA) |
| 13 oktober Vriendschappelijk № 577 «onderlinge duels» 19:45 uur (UTC+1) | Ollie Watkins 57' |       |           | Wembley Stadium, Londen Toeschouwers: 81.116 Scheidsrechter: Stéphanie Frappart (FRA) Video-assistent: Mathieu Vernice (FRA) |

|                                                                         |                                      |       |               |                                                                                              |
| 17 oktober Vriendschappelijk № 578 «onderlinge duels» 19:45 uur (UTC+1) | Australië                            | 2 – 0 | Nieuw-Zeeland | Brentford Community Stadium, Londen Toeschouwers: 5.761 Scheidsrechter: Stuart Attwell (ENG) |
| 17 oktober Vriendschappelijk № 578 «onderlinge duels» 19:45 uur (UTC+1) | Harry Souttar 13' Jackson Irvine 76' |       |               | Brentford Community Stadium, Londen Toeschouwers: 5.761 Scheidsrechter: Stuart Attwell (ENG) |

|                                                                                           | |       |            | |
| 16 november WK 2026 kwalificatie Tweede ronde № 579 «onderlinge duels» 20:00 uur (UTC+11) | Australië | 7 – 0 | Bangladesh | Melbourne Rectangular Stadium, Melbourne Toeschouwers: 20.876 Scheidsrechter: Achrol Riskoellajev (UZB) |
| 16 november WK 2026 kwalificatie Tweede ronde № 579 «onderlinge duels» 20:00 uur (UTC+11) | Harry Souttar 4' Brandon Borrello 20' Mitchell Duke 37' Mitchell Duke 40' Jamie Maclaren 48' Jamie Maclaren 70' Jamie Maclaren 84' |       |            | Melbourne Rectangular Stadium, Melbourne Toeschouwers: 20.876 Scheidsrechter: Achrol Riskoellajev (UZB) |

|                                                                                          |           |                   |           | |
| 21 november WK 2026 kwalificatie Tweede ronde № 580 «onderlinge duels» 17:00 uur (UTC+3) | Palestina | 0 – 1             | Australië | Internationaal Stadion Jaber al-Ahmad, Koeweit (Koeweit) Toeschouwers: 14.537 Scheidsrechter: Qasim Al-Hatmi (OMA) |
| 21 november WK 2026 kwalificatie Tweede ronde № 580 «onderlinge duels» 17:00 uur (UTC+3) |           | 18' Harry Souttar |           | Internationaal Stadion Jaber al-Ahmad, Koeweit (Koeweit) Toeschouwers: 14.537 Scheidsrechter: Qasim Al-Hatmi (OMA) |

### 2024
|                                                                        |         |                                            |           |                                                                                       |
| 6 januari Vriendschappelijk № 581 «onderlinge duels» 18:00 uur (UTC+4) | Bahrein | 0 – 2                                      | Australië | Baniyasstadion, Abu Dhabi Toeschouwers: 300 Scheidsrechter: Mohamed Al-Harmoodi (VAE) |
| 6 januari Vriendschappelijk № 581 «onderlinge duels» 18:00 uur (UTC+4) |         | 35' (e.d.) Amine Benaddi 61' Mitchell Duke |           | Baniyasstadion, Abu Dhabi Toeschouwers: 300 Scheidsrechter: Mohamed Al-Harmoodi (VAE) |

| Aziatisch kampioenschap voetbal 2023 |
| ------------------------------------ |

|                                                                             |                                   |       |       | |
| 13 januari Azië Cup 2023 Groep B № 582 «onderlinge duels» 14:30 uur (UTC+3) | Australië                         | 2 – 0 | India | Ahmed bin Alistadion, Ar Rayyan Toeschouwers: 35.253 Scheidsrechter: Yoshimi Yamashita (JPN) Video-assistent: Hiroyuki Kimura (JPN) |
| 13 januari Azië Cup 2023 Groep B № 582 «onderlinge duels» 14:30 uur (UTC+3) | Jackson Irvine 50' Jordan Bos 73' |       |       | Ahmed bin Alistadion, Ar Rayyan Toeschouwers: 35.253 Scheidsrechter: Yoshimi Yamashita (JPN) Video-assistent: Hiroyuki Kimura (JPN) |

|                                                                             |       |                    |           | |
| 18 januari Azië Cup 2023 Groep B № 583 «onderlinge duels» 14:30 uur (UTC+3) | Syrië | 0 – 1              | Australië | Jassim Bin Hamadstadion, Doha Toeschouwers: 10.097 Scheidsrechter: Adel Al-Naqbi (VAE) Video-assistent: Mohammed Abdulla Mohamed (VAE) |
| 18 januari Azië Cup 2023 Groep B № 583 «onderlinge duels» 14:30 uur (UTC+3) |       | 59' Jackson Irvine |           | Jassim Bin Hamadstadion, Doha Toeschouwers: 10.097 Scheidsrechter: Adel Al-Naqbi (VAE) Video-assistent: Mohammed Abdulla Mohamed (VAE) |

|                                                                             |                           |       |                           | |
| 23 januari Azië Cup 2023 Groep B № 584 «onderlinge duels» 14:30 uur (UTC+3) | Australië                 | 1 – 1 | Oezbekistan               | Al Janoubstadion, Al Wakrah Toeschouwers: 15.290 Scheidsrechter: Yusuke Araki (JPN) Video-assistent: Jumpei Iida (JPN) |
| 23 januari Azië Cup 2023 Groep B № 584 «onderlinge duels» 14:30 uur (UTC+3) | Martin Boyle 45+1' (pen.) |       | 78' Azizbek Toergoenbojev | Al Janoubstadion, Al Wakrah Toeschouwers: 15.290 Scheidsrechter: Yusuke Araki (JPN) Video-assistent: Jumpei Iida (JPN) |

|                                                                                    |                                                                                 |       |           | |
| 28 januari Azië Cup 2023 Achtste finale № 585 «onderlinge duels» 14:30 uur (UTC+3) | Australië                                                                       | 4 – 0 | Indonesië | Jassim Bin Hamadstadion, Doha Toeschouwers: 7.863 Scheidsrechter: Mohammed Abdulla Mohamed (VAE) Video-assistent: Omar Al-Ali (VAE) |
| 28 januari Azië Cup 2023 Achtste finale № 585 «onderlinge duels» 14:30 uur (UTC+3) | Elkan Baggott 12' (e.d.) Martin Boyle 45' Craig Goodwin 89' Harry Souttar 90+1' |       |           | Jassim Bin Hamadstadion, Doha Toeschouwers: 7.863 Scheidsrechter: Mohammed Abdulla Mohamed (VAE) Video-assistent: Omar Al-Ali (VAE) |

|                                                                                 |                   |              |                                                | |
| 2 februari Azië Cup 2023 Kwartfinale № 586 «onderlinge duels» 18:30 uur (UTC+3) | Australië         | 1 – 2 (n.v.) | Zuid-Korea                                     | Al Janoubstadion, Al Wakrah Toeschouwers: 39.632 Scheidsrechter: Ahmed Al-Kaf (OMA) Video-assistent: Mohammed Abdulla Mohamed (VAE) |
| 2 februari Azië Cup 2023 Kwartfinale № 586 «onderlinge duels» 18:30 uur (UTC+3) | Craig Goodwin 42' |              | 90+6' (pen.) Hwang Hee-chan 104' Son Heung-min | Al Janoubstadion, Al Wakrah Toeschouwers: 39.632 Scheidsrechter: Ahmed Al-Kaf (OMA) Video-assistent: Mohammed Abdulla Mohamed (VAE) |

|  |  |  |  |  |  |  |  |  |

|                                                                                        |                                |       |         |                                                                                           |
| 21 maart WK 2026 kwalificatie Tweede ronde № 587 «onderlinge duels» 20:10 uur (UTC+11) | Australië                      | 2 – 0 | Libanon | Western Sydney Stadium, Sydney Toeschouwers: 27.026 Scheidsrechter: Khamis Al-Marri (QAT) |
| 21 maart WK 2026 kwalificatie Tweede ronde № 587 «onderlinge duels» 20:10 uur (UTC+11) | Keanu Baccus 5' Kye Rowles 54' |       |         | Western Sydney Stadium, Sydney Toeschouwers: 27.026 Scheidsrechter: Khamis Al-Marri (QAT) |

|                                                                                        |         |                                                                                              |           | |
| 26 maart WK 2026 kwalificatie Tweede ronde № 588 «onderlinge duels» 19:45 uur (UTC+11) | Libanon | 0 – 5                                                                                        | Australië | Canberra Stadium, Canberra (Australië) Toeschouwers: 25.023 Scheidsrechter: Mooud Bonyadifard (IRN) |
| 26 maart WK 2026 kwalificatie Tweede ronde № 588 «onderlinge duels» 19:45 uur (UTC+11) |         | 2' Kusini Yengi 47' (e.d.) Bassel Jradi 48' Craig Goodwin 68' John Iredale 81' Craig Goodwin |           | Canberra Stadium, Canberra (Australië) Toeschouwers: 25.023 Scheidsrechter: Mooud Bonyadifard (IRN) |

|                                                                                     |            |                                    |           |                                                                                     |
| 6 juni WK 2026 kwalificatie Tweede ronde № 589 «onderlinge duels» 16:45 uur (UTC+6) | Bangladesh | 0 – 2                              | Australië | Bashundhara Kings Arena, Dhaka Toeschouwers: 5.227 Scheidsrechter: Jansen Foo (SIN) |
| 6 juni WK 2026 kwalificatie Tweede ronde № 589 «onderlinge duels» 16:45 uur (UTC+6) |            | 29' Ajdin Hrustić 62' Kusini Yengi |           | Bashundhara Kings Arena, Dhaka Toeschouwers: 5.227 Scheidsrechter: Jansen Foo (SIN) |

|                                                                                      | |       |           |                                                                                              |
| 11 juni WK 2026 kwalificatie Tweede ronde № 590 «onderlinge duels» 20:10 uur (UTC+8) | Australië                                                                                              | 5 – 0 | Palestina | Perth Rectangular Stadium, Perth Toeschouwers: 18.261 Scheidsrechter: Khalid Al-Turais (KSA) |
| 11 juni WK 2026 kwalificatie Tweede ronde № 590 «onderlinge duels» 20:10 uur (UTC+8) | Kusini Yengi 5' (pen.) Adam Taggart 26' Kusini Yengi 41' Martin Boyle 53' Nestory Irankunda 87' (pen.) |       |           | Perth Rectangular Stadium, Perth Toeschouwers: 18.261 Scheidsrechter: Khalid Al-Turais (KSA) |

|                                                                                          |           |                          |         |                                                                                  |
| 5 september WK 2026 kwalificatie Derde ronde № 591 «onderlinge duels» 20:10 uur (UTC+10) | Australië | 0 – 1                    | Bahrein | Robinastadion, Gold Coast Toeschouwers: 24.644 Scheidsrechter: Omar Al-Ali (VAE) |
| 5 september WK 2026 kwalificatie Derde ronde № 591 «onderlinge duels» 20:10 uur (UTC+10) |           | 89' (e.d.) Harry Souttar |         | Robinastadion, Gold Coast Toeschouwers: 24.644 Scheidsrechter: Omar Al-Ali (VAE) |

|                                                                                          |           |       |           |                                                                                     |
| 10 september WK 2026 kwalificatie Derde ronde № 592 «onderlinge duels» 19:00 uur (UTC+7) | Indonesië | 0 – 0 | Australië | Bung Karnostadion, Jakarta Toeschouwers: 70.059 Scheidsrechter: Salman Falahi (QAT) |
| 10 september WK 2026 kwalificatie Derde ronde № 592 «onderlinge duels» 19:00 uur (UTC+7) |           |       |           | Bung Karnostadion, Jakarta Toeschouwers: 70.059 Scheidsrechter: Salman Falahi (QAT) |

|                                                                                            |                                                              |       |                 |                                                                                     |
| 10 oktober WK 2026 kwalificatie Derde ronde № 593 «onderlinge duels» 19:40 uur (UTC+10:30) | Australië                                                    | 3 – 1 | China           | Adelaide Oval, Adelaide Toeschouwers: 46.219 Scheidsrechter: Nazmi Nasaruddin (MAS) |
| 10 oktober WK 2026 kwalificatie Derde ronde № 593 «onderlinge duels» 19:40 uur (UTC+10:30) | Lewis Miller 45+2' Craig Goodwin 53' Nishan Velupillay 90+2' |       | 20' Xie Wenneng | Adelaide Oval, Adelaide Toeschouwers: 46.219 Scheidsrechter: Nazmi Nasaruddin (MAS) |

|                                                                                        |                            |       |                            |                                                                                 |
| 15 oktober WK 2026 kwalificatie Derde ronde № 594 «onderlinge duels» 19:35 uur (UTC+9) | Japan                      | 1 – 1 | Australië                  | Saitamastadion, Saitama Toeschouwers: 58.730 Scheidsrechter: Ahmed Al-Ali (KUW) |
| 15 oktober WK 2026 kwalificatie Derde ronde № 594 «onderlinge duels» 19:35 uur (UTC+9) | Cameron Burgess 76' (e.d.) |       | 58' (e.d.) Shogo Taniguchi | Saitamastadion, Saitama Toeschouwers: 58.730 Scheidsrechter: Ahmed Al-Ali (KUW) |

|                                                                                          |           |       |               |                                                                                                   |
| 14 november WK 2026 kwalificatie Derde ronde № 595 «onderlinge duels» 20:10 uur (UTC+11) | Australië | 0 – 0 | Saoedi-Arabië | Melbourne Rectangular Stadium, Melbourne Toeschouwers: 27.491 Scheidsrechter: Adel Al-Naqbi (VAE) |
| 14 november WK 2026 kwalificatie Derde ronde № 595 «onderlinge duels» 20:10 uur (UTC+11) |           |       |               | Melbourne Rectangular Stadium, Melbourne Toeschouwers: 27.491 Scheidsrechter: Adel Al-Naqbi (VAE) |

|                                                                                         |                                             |       |                                    |                                                                                         |
| 19 november WK 2026 kwalificatie Derde ronde № 596 «onderlinge duels» 18:15 uur (UTC+3) | Bahrein                                     | 2 – 2 | Australië                          | Bahrein Nationaal Stadion, Riffa Toeschouwers: 6.873 Scheidsrechter: Ko Hyung-jin (KOR) |
| 19 november WK 2026 kwalificatie Derde ronde № 596 «onderlinge duels» 18:15 uur (UTC+3) | Mahdi Abduljabbar 75' Mahdi Abduljabbar 77' |       | 1' Kusini Yengi 90+6' Kusini Yengi | Bahrein Nationaal Stadion, Riffa Toeschouwers: 6.873 Scheidsrechter: Ko Hyung-jin (KOR) |

### 2025
|                                                                                       | |       |                |                                                                                            |
| 20 maart WK 2026 kwalificatie Derde ronde № 597 «onderlinge duels» 20:10 uur (UTC+11) | Australië                                                                                            | 5 – 1 | Indonesië      | Sydney Football Stadium, Sydney Toeschouwers: 35.241 Scheidsrechter: Adham Makhadmeh (JOR) |
| 20 maart WK 2026 kwalificatie Derde ronde № 597 «onderlinge duels» 20:10 uur (UTC+11) | Martin Boyle 18' (pen.) Nishan Velupillay 20' Jackson Irvine 34' Lewis Miller 61' Jackson Irvine 90' |       | 78' Ole Romeny | Sydney Football Stadium, Sydney Toeschouwers: 35.241 Scheidsrechter: Adham Makhadmeh (JOR) |

|                                                                                      |       |                                          |           | |
| 25 maart WK 2026 kwalificatie Derde ronde № 598 «onderlinge duels» 19:00 uur (UTC+8) | China | 0 – 2                                    | Australië | Hangzhou Olympic Expo Center, Hangzhou Toeschouwers: 70.588 Scheidsrechter: Mooud Bonyadifard (IRN) |
| 25 maart WK 2026 kwalificatie Derde ronde № 598 «onderlinge duels» 19:00 uur (UTC+8) |       | 16' Jackson Irvine 29' Nishan Velupillay |           | Hangzhou Olympic Expo Center, Hangzhou Toeschouwers: 70.588 Scheidsrechter: Mooud Bonyadifard (IRN) |

|                                                                                    |           |   |       |                                             |
| 5 juni WK 2026 kwalificatie Derde ronde № 599 «onderlinge duels» 19:10 uur (UTC+8) | Australië | – | Japan | Perth Stadium, Perth Scheidsrechter: n.n.b. |
| 5 juni WK 2026 kwalificatie Derde ronde № 599 «onderlinge duels» 19:10 uur (UTC+8) |           |   |       | Perth Stadium, Perth Scheidsrechter: n.n.b. |

|                                                                                  |               |   |           |                               |
| 10 juni WK 2026 kwalificatie Derde ronde № 600 «onderlinge duels» n.n.b. (UTC+3) | Saoedi-Arabië | – | Australië | n.n.b. Scheidsrechter: n.n.b. |
| 10 juni WK 2026 kwalificatie Derde ronde № 600 «onderlinge duels» n.n.b. (UTC+3) |               |   |           | n.n.b. Scheidsrechter: n.n.b. |

FFA · A-internationals · Selecties · Bondscoaches · Australisch vrouwenelftal · Australië U21 · Australië U20 · Australië U19 · Australië U18 · Australië U17
1920 – 1929 · 
1930 – 1939 · 
1940 – 1949 · 
1950 – 1959 · 
1960 – 1969 · 
1970 – 1979 · 
1980 – 1989 · 
1990 – 1999 · 
2000 – 2009 · 
2010 – 2019 ·
2020 − 2029
WK 1974 ·
WK 2006 ·
WK 2010 · 
WK 2014 · 
WK 2018
OS 1956 · 
OS 1988 · 
OS 1992 · 
OS 1996 · 
OS 2000 · 
OS 2004 · 
OS 2008 · 
OS 2020
1922 ·
1923 · 
1924 · 
1925–1932 ·
1933 ·
1934–1935 ·
1936 ·
1937 ·
1938 ·
1939–1946 ·
1947 · 
1948 · 
1949 ·
1950 · 
1951–1953 ·
1954 · 
1955 · 
1956 · 
1957 ·
1958 · 
1959–1964 · 
1965 · 
1966 ·
1967 ·
1968 ·
1969 · 
1970 · 
1971 ·
1972 · 
1973 · 
1974 · 
1975 · 
1976 · 
1977 · 
1978 · 
1979 · 
1980 · 
1981 · 
1982 · 
1983 · 
1984 · 
1985 · 
1986 · 
1987 · 
1988 · 
1989 · 
1990 · 
1991 · 
1992 · 
1993 · 
1994 · 
1995 · 
1996 · 
1997 · 
1998 · 
1999 · 
2000 · 
2001 · 
2002 · 
2003 · 
2004 · 
2005 · 
2006 · 
2007 · 
2008 · 
2009 · 
2010 · 
2011 · 
2012 · 
2013 ·
2014 · 
2015 · 
2016 ·
2017 ·
2018 ·
2019 ·
2020 ·
2021
Amerikaans-Samoa ·
Argentinië ·
Bahrein ·
Bangladesh ·
België ·
Brazilië ·
Bulgarije ·
Cambodja ·
Canada ·
Chili ·
China ·
Colombia ·
Cookeilanden ·
Costa Rica ·
DDR ·
Denemarken ·
Duitsland ·
Ecuador ·
Egypte ·
Engeland ·
Fiji ·
Filipijnen ·
Frankrijk ·
Ghana ·
Griekenland ·
Guam ·
Honduras ·
Hongarije ·
Hongkong ·
Ierland ·
India ·
Indonesië ·
Irak ·
Iran ·
Israël ·
Italië ·
Jamaica ·
Japan ·
Jordanië ·
Kameroen ·
Kenia ·
Kirgizië ·
Koeweit ·
Kroatië ·
Libanon ·
Liechtenstein ·
Maleisië ·
Marokko ·
Mexico ·
Nederland ·
Nepal ·
Nieuw-Caledonië ·
Nieuw-Zeeland ·
Nigeria ·
Noord-Ierland ·
Noord-Korea ·
Noord-Macedonië ·
Noorwegen ·
Oezbekistan ·
Oman ·
Palestina ·
Papoea-Nieuw-Guinea ·
Paraguay ·
Peru ·
Polen ·
Qatar ·
Roemenië ·
Salomonseilanden ·
Samoa ·
Saoedi-Arabië ·
Schotland ·
Servië ·
Singapore ·
Slovenië ·
Slowakije ·
Spanje ·
Syrië ·
Tadzjikistan ·
Tahiti ·
Taiwan ·
Thailand ·
Tonga ·
Tsjechië ·
Tsjecho-Slowakije ·
Tunesië ·
Turkije ·
Uruguay ·
Vanuatu ·
Venezuela ·
Verenigde Arabische Emiraten ·
Verenigde Staten ·
Vietnam ·
Wales ·
Zimbabwe ·
Zuid-Afrika ·
Zuid-Korea ·
Zuid-Vietnam ·
Zweden ·
Zwitserland
Amerikaans-Samoa (2001) · 
Argentinië (2022) ·
Brazilië (1997) · 
Brazilië (2006) · 
Chili (2014) · 
Denemarken (2018) · 
Denemarken (2022) · 
Duitsland (2010) · 
Frankrijk (2018) · 
Italië (2006) · 
Japan (2006) · 
Kroatië (2006) · 
Nederland (2014) · 
Peru (2018) · 
Spanje (2014) · 
Zuid-Korea (2015, 2)
CONMEBOL: Argentinië · Bolivia · Brazilië · Chili · Colombia · Ecuador · Paraguay · Peru · Uruguay · Venezuela

UEFA: Albanië · Andorra · Armenië · Azerbeidzjan · België · Bosnië en Herzegovina · Bulgarije · Cyprus · Denemarken · Duitsland · Engeland · Estland · Faeröer · Finland · Frankrijk · Georgië · Gibraltar · Griekenland · Hongarije · IJsland · Ierland · Israël · Italië · Kazachstan · Kosovo · Kroatië · Letland · Liechtenstein · Litouwen · Luxemburg · Malta · Moldavië · Montenegro · Nederland · Noord-Ierland · Noord-Macedonië · Noorwegen · Oekraïne · Oostenrijk · Polen · Portugal · Roemenië · Rusland · San Marino · Schotland · Servië · Slovenië · Slowakije · Spanje · Tsjechië · Turkije · Wales · Wit-Rusland · Zweden · Zwitserland

AFC: Australië · China · Irak · Iran · Japan · Libanon · Oezbekistan · Oman · Qatar · Saoedi-Arabië · Syrië · Verenigde Arabische Emiraten · Vietnam · Zuid-Korea

CAF: Algerije · Burkina Faso · Congo-Kinshasa · Egypte · Ghana · Ivoorkust · Kaapverdië · Kameroen · Mali · Marokko · Nigeria · Senegal · Tunesië · Zuid-Afrika

CONCACAF: Canada · Costa Rica · Curaçao · El Salvador · Honduras · Jamaica · Mexico · Panama · Suriname · Verenigde Staten

OFC: Nieuw-Zeeland